# Famille de Muyser (Luxembourg)
Pour les articles homonymes, voir Muyser.
Ne doit pas être confondue avec la famille de Muyser Lantwyck.
La famille de Muyser installée au Luxembourg est originaire du duché de Brabant (Machelen).

## Armes et devise
- Armes : De sable à un chat d'argent assis et contourné, la tête posée de face.
- Devise : Suaviter sed fortiter[2].

## Histoire
Cette famille, installée à présent au Grand-Duché de Luxembourg, remonte sa filiation en Brabant dans les premières années du XVIIe siècle. 

En Belgique elle fut représentée jusqu'en 1991 par S.E. Monsieur Guy de Muyser, maréchal de la cour honoraire de S.A.R. le Grand-duc Jean de Luxembourg.

Depuis 2010, son fils Alain a été nommé secrétaire général adjoint à la direction du secrétariat général du Benelux à Bruxelles.

## Personnalités
- Constant de Muyser, né le 20 août 1851 à Luxembourg (ville) et décédé le 19 juin 1902 à Cologne, ingénieur des chemins de fer luxembourgeois, industriel et numismate.
- Guy de Muyser, né en 1926 à Wiltz et décédé le 19 aout 2024 à Luxembourg, maréchal de la cour[4] honoraire de S.A.R. le Grand-Duc Jean de Luxembourg, ambassadeur extraordinaire et plénipotentiaire du Grand-Duché à Bruxelles et représentant permanent auprès de l'OTAN.
- Isabelle de Muyser, fonctionnaire au bureau des Nations unies pour la coordination des affaires humanitaires (OCHA)
- Alain de Muyser, né en 1961 à Luxembourg, ambassadeur extraordinaire et plénipotentiaire du Luxembourg au Portugal de 2004 à 2010 et de 2006 à 2010 ambassadeur extraordinaire et plénipotentiaire du Luxembourg au Cap-Vert avec résidence à Lisbonne.